# بافل (اسم)
بافل (بالإنجليزية: Pavel)‏ و (بالروسية: Павел) و (بالبولندية: Paweł) هو اسم علم شخصي مذكر سلافي وهو النسخة السلافية من اسم بولس وهو مشتق من اسم بافلوس باليونانية، وهو يعني الصغير أو الضئيل باللغة اليونانية.

## الشخصيات
- بافل نيدفيد لاعب كرة قدم تشيكي
- بافل الأول إمبراطور روسيا
- بافل فلورنسكي لاهوتي روسي
- بافل فينوغرادوف فلكي روسي
- بافل شيرنكوف فيزيائي روسي
- بافل ألكسندروف رياضياتي روسي
- بافل أتمان لاعب كرة يد روسي
- بافل إيفاشكو عداء روسي
- بافل بوغريبنياك لاعب كرة قدم روسي
- بافل بوبوفيتش رائد فضاء سوفيتي أوكراني
- بافل باردو لاعب كرة قدم مكسيكي
- بافل بودكولزين لاعب كرة سلة روسي
- بافل بوران متسابق دراجات هوائية تشيكي
- بافل باديا لاعب كرة قدم روماني
- بافل بوغالو لاعب كرة قدم أوزبكستاني
- بافل بلوك متسابق قفز تزلجي تشيكوسلوفاكي
- بافل تونكوف متسابق دراجات هوائية روسي
- بافل ترينيخين عداء روسي
- بافل سوخوي مهندس روسي
- بافل سولوفييف مهندس روسي
- بافل سولومين لاعب كرة قدم أوزبكستاني
- بافل غولانسكي لاعب كرة قدم بولندي
- بافل فيزنر لاعب كرة مضرب تشيكي
- بافل ففشوليك لاعب كرة قدم بولندي
- بافل كوكا لاعب كرة قدم تشيكي
- بافل كرالوفيتس حكم كرة قدم تشيكي
- بافل كيرني لاعب كرة قدم تشيكي
- بافل ندزيلا لاعب كرة قدم كونغولي